# Châtillon-en-Diois
Châtillon-en-Diois é uma comuna francesa na região administrativa de Auvérnia-Ródano-Alpes, no departamento de Drôme. Estende-se por uma área de 28,02 km². Em 2010 a comuna tinha 678 habitantes (densidade: 24,2 hab./km²).